# 舒曼冰川
75°15′S 139°30′W / 75.250°S 139.500°W
舒曼冰川（英語：Shuman Glacier）是南極洲的冰川，位於瑪麗伯德地，長10公里，流經斯特勞斯冰川以北的魯珀特海岸，該冰川現時由南極條約體系管理。